# باوبورگ
باوبورگ (به انگلیسی: Bawburgh) یک روستا و محله مدنی در بریتانیا است که در ساوت نورفک واقع شده‌است. باوبورگ ۵٫۸۲ کیلومتر مربع مساحت و ۵۹۵ نفر جمعیت دارد.